# Morgan McGarvey
John Morgan McGarvey (Louisville, 23 dicembre 1979) è un politico statunitense, membro della Camera dei Rappresentanti per lo stato del Kentucky dal 2023.

## Biografia
Nato a Louisville, McGarvey studiò giornalismo presso l'Università del Missouri e si laureò in giurisprudenza presso l'Università del Kentucky. Suo padre John era stato un collaboratore dell'allora governatore del Kentucky Wendell Ford. Dopo il college Morgan McGarvey intraprese la professione di avvocato, esercitando nello studio legale fondato da suo nonno Morgan Pottinger McGarvey e fu collaboratore del deputato Ben Chandler.
Nel 2012 si candidò al Senato del Kentucky, la camera alta della legislatura statale, come esponente del Partito Democratico e risultò eletto. Venne riconfermato per altri due mandati da quattro anni. Per il suo impegno politico venne nominato Legislatore dell'anno nel 2015 dall'associazione Mothers Against Drunk Driving, un'organizzazione non profit che si batte contro la guida in stato di ebbrezza; allo stesso modo ottenne il Leadership Award dalla Foundation for Advancing Alcohol Responsibility. L'Università del Kentucky presso cui aveva studiato gli conferì il premio come Outstanding Young Professional.
Nel 2018 venne scelto dai suoi colleghi come leader di minoranza in seno all'assemblea: divenne uno dei più giovani politici a livello nazionale a rivestire tale carica.
Nel 2022, quando il deputato John Yarmuth annunciò la propria intenzione di non concorrere per un altro mandato, McGarvey si candidò per il suo seggio alla Camera dei Rappresentanti. Vinse le primarie democratiche contro la collega Attica Scott e successivamente si aggiudicò anche le elezioni generali con il 62% delle preferenze contro l'avversario repubblicano, divenendo deputato.
Lui e sua moglie Chris sono genitori di tre figli. La vita della famiglia McGarvey è seguita dalla fotografa Pam Spaulding fin da prima che Morgan nascesse; la Spaulding, infatti, scelse i McGarvey come protagonisti del suo lavoro An American Family: Three Decades with the McGarveys, che raccoglie la vita di una famiglia lungo varie generazioni ed è pubblicato da National Geographic.